# Estación Leleque
Leleque es una estación de ferrocarril ubicada en la localidad y paraje rural del mismo nombre, Departamento Cushamen, Provincia del Chubut, República Argentina, en el ramal de Ingeniero Jacobacci a  Esquel. Actualmente no presta ningún servicio regular.

## Ubicación geográfica de la estación
Se encuentra a 106 km de la localidad de Esquel.